# Maciço dos Écrins
O Maciço dos Écrins  (em francês:   Massif des Écrins) é um maciço que faz parte dos Alpes Ocidentais na sua secção dos Alpes do Dauphiné e se encontra no departamento francês de Altos-Alpes e de Isère. O ponto mais alto é o Barre des Écrins com 4.102 m.

## Situação
Composta por rocha metamórfica está rodeado pelas Grandes Rousses e o Maciço des Arves a Norte, o Maciço des Cerces a Nordeste, o Maciço do Queyras a Leste, o  Maciço da Ubaye a Sudeste, o  Maciço do Dévoluy a Sudoeste, e o Maciço do Taillefer a Noroeste.

## SOIUSA
A Subdivisão Orográfica Internacional Unificada do Sistema Alpino (SOIUSA) criada em 2005, dividiu os Alpes em duas grandes partes:Alpes Ocidentais e Alpes Orientais, separados pela linha formada pelo  Rio Reno - Passo de Spluga - Lago de Como - Lago de Lecco.
Os Alpes das Grandes Rousses e Agulha de Arves, com a Cordilheira de Belledonne, o Maciço dos Écrins, o Maciço do Taillefer, o Maciço do Champsaur, o Maciço de Embrunais, e o Montes orientais de Gap formam os Alpes do Delfinado.

### Classificação  SOIUSA
Segundo a SOIUSA este acidente orográfico chama-se  Maciço dos Écrins e é uma Sub-secção alpina  com a seguinte classificação:
- Parte = Alpes Ocidentais
- Grande sector alpino = Alpes Ocidentais-Sul
- Secção alpina = Alpes do Delfinado
- Sub-secção alpina = Maciço dos Écrins
- Código = I/A-5.III

## Imagem

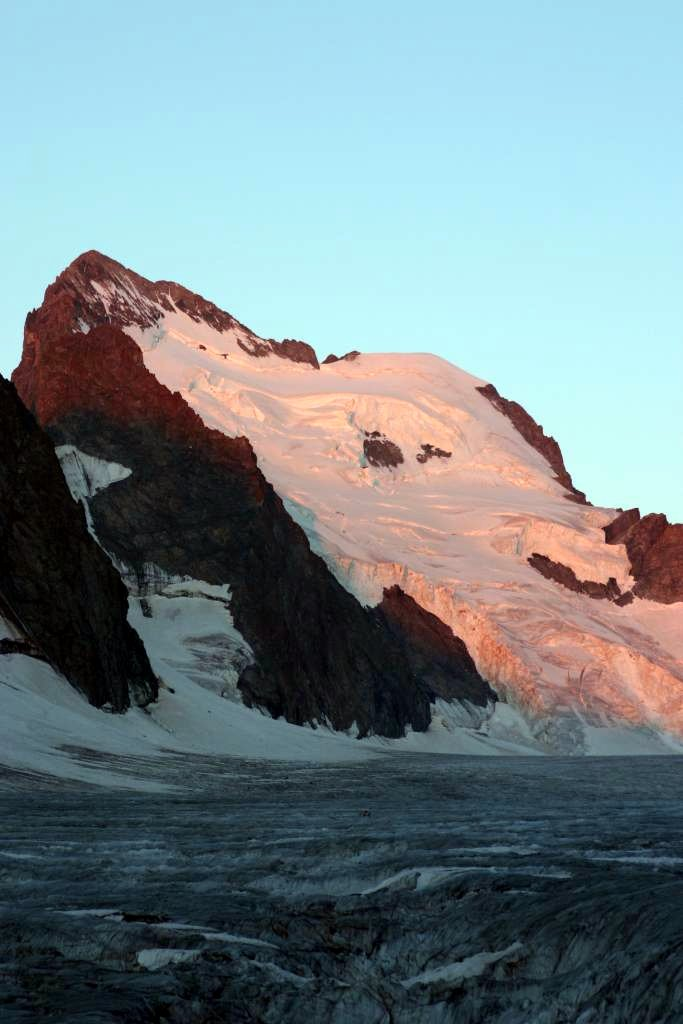
A Barra dos Écrins